# Corymbiferae

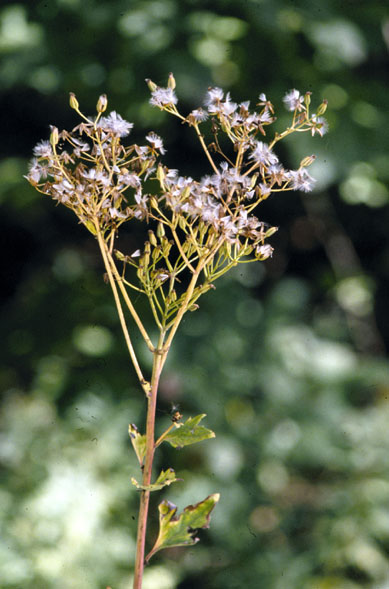
Cacalia

Corymbiferae, na classificação taxonômica de Jussieu (1789), é uma ordem botânica da classe Dicotyledones, Monoclinae (flores hermafroditas ), Monopetalae (uma pétala), com  corola epigínica (quando a corola se insere acima do nível do ovário) e, com anteras unidas.
Apresenta os seguintes gêneros:
- Kuhnia, Cacalia, Eupatorium, Ageratum, Elephantopus, Chuquiraga, Mutisia, Barnadesia, Xeranthemum, Gnaphalium, Filago, Leysera, Shawia, Seriphium, Staebe, Conyza, Baccharis, Chrysocoma, Erigeron, Aster, Inula, Tussilago, Senesio, Tagetes, Doronicum, Calendula, Chrysanthemum, Pectis, Bellium, Arnica, Gorteria, Matricaria, Bellis, Cotula, Adenostemma, Struchium, Grangea, Ethulia, Carpesium, Hippia, Tanacetum, Artemisia, Tarchonanthus, Calea, Athanasia, Micropus, Santolina, Anacyclus, Anthemis, Achillea, Eriocephalus, Buphtalmum, Osmites, Encelia, Sclerocarpus, Unxia, Flaveria, Milleria, Sigesbeckia, Polymnia, Baltimora, Eclipta, Spilanthus, Bidens, Verbesina, Coreopsis, Zinnia, Ballieria, Silphium, Melampodium, Chrysogonum, Helianthus, Helenium, Rudbeckia, Tithonia, Galardia, Wedelia, Oedera, Agriphyllum, Arctotis, Tridax, Amellus, Pardisium, Ceruana, Iva,  Clibadium, Parthenium, Ambrosia, Xanthium, Nephelium, e outros.